# Långsvingel
Långsvingel (Festuca gigantea) är en växtart i familjen gräs.

## Kännetecken
Långsvingel är ett flerårigt gräs som kan bli upp till 1,5 meter högt. Det växer i lösa tuvor och blommar från juli till september. Den är inte speciellt lik de andra arterna i släktet svinglar. Bladen är blankt gröna och drygt en centimeter breda. Vippan är yvig och slokande.

## Utbredning
Långsvingel finns i Sverige från Skåne till Gästrikland och är ganska sällsynt. Lokalt kan den dock vara vanlig, till exempel i Dalby Söderskog.